# Caroline Cooke
Caroline Cooke (29 de diciembre de 1875 – 8 de julio de 1962) fue una actriz y guionista estadounidense, activa en la época del cine mudo.

## Biografía
Su nombre completo era Caroline Frances Cooke, y nació en Illinois. Cooke fue contratada en 1913, actuando en un total de 15 filmes entre 1913 y 1916. Veinte años después, en 1926, hizo una nueva actuación, y una última en 1939 en el clásico Son of Frankenstein, en el que interpretaba a Mrs. Neumüller.
En su primera película, Rose of San Juan, pudo actuar junto a Charlotte Burton. Además, trabajó en la escritura de guiones, como fue el caso de la cinta The Story of the Olive (1914).
Caroline Cooke falleció en Los Ángeles, California, en 1962.

## Filmografía
| Año  | Título                        | Papel            | Observaciones                  |
| ---- | ----------------------------- | ---------------- | ------------------------------ |
| 1913 | Rose of San Juan              |                  | Como Caroline Cooke            |
| 1913 | The Sands of Time             |                  | Como Caroline Cooke            |
| 1913 | Roses of Yesterday            |                  | Como Caroline Cooke            |
| 1913 | A Daughter of the Confederacy |                  | Como Caroline Cooke            |
| 1914 | Destinies Fulfilled           |                  | Como Caroline Cooke            |
| 1914 | At the Potter's Wheel         |                  | Como Caroline Cooke            |
| 1914 | A Blowout at Santa Banana     |                  | Como Caroline Cooke            |
| 1914 | The Cricket on the Hearth     |                  | Como Caroline Cooke, guionista |
| 1914 | The Call of the Traumerei     |                  | Como Caroline Cooke            |
| 1914 | The Turning Point             |                  | Como Caroline Cooke            |
| 1914 | The Last Supper               |                  | Como Caroline Cooke            |
| 1914 | David Gray's Estate           |                  | Como Caroline Cooke            |
| 1914 | The Story of the Olive        | Amante de Ortega | Guionista                      |
| 1914 | The Navy Aviator              |                  | Como Caroline Cooke            |
| 1914 | Metamorphosis                 |                  | Como Caroline Cooke            |
| 1914 | The Envoy Extraordinary       |                  |                                |
| 1915 | The Missing Clue              |                  | Como Caroline Cooke            |
| 1916 | The Island of Surprise        | Mrs. Casselis    | Como Caroline Cooke            |
| 1926 | The Bells                     | Catharine        | Como Caroline Frances Cooke    |
| 1939 | Son of Frankenstein           | Mrs. Neumüller   | Como Caroline Cooke            |